# شبكة النفاذ العام
يعد نظام شبكة النفاذ العام، (بالإنجليزية: Generic Access Network, GAN)‏ ، نظام اتصال لاسلكي متقدم، والذي يتمكن فيه الهاتف الخلوي أن يبدل وجهة اتصاله بين الشبكات المحلية اللاسلكية (WLAN’s)، الموصولة بخدمة اتصال بالإنترنت ذو حزمة واسعة (Broadband)، والشبكات واسعة النطاق (WAN)، وهي شبكة الاتصال العامة الخلوية وتدعى (GSM\UMTS).

## آلية عمل هذا النظام
الفكرة الرئيسية لهذا النظام بسيطة ففي حال الشبكة الخلوية (Cellular Network) ينشئ الهاتف الخلوي، رابطة اتصال بمحطة استقبال/إرسال موصولة بنواة شبكة شركة الاتصالات الخدمية، بينما في النظام GAN فإن الهاتف الخلوي ينشئ رابطة اتصال مع نواة شبكة شركة الاتصالات الخدمية عبر أي شبكة محلية لاسلكية، فيتم إسناد (حزمة بروتوكولات الإنترنت IP) خاص وآمن بالهاتف الخلوي، عن طريق متحكم خاص بالنظام (GAN Controller اختصاراً GANC)، يعد بمثابة بوابة النفاذ الموصول بشبكة شركة الاتصالات. تدعى رابطة الاتصال الأخيرة بتقنية الاتصال النفقي الآمن بين الهاتف الخلوي، والمتحكم. بإمكان هذه التقنية نقل مختلف المعلومات والصوتيات عبر الرابطة السابقة. فالمشترك يبعد فقط مقدار الضغط على زر موجود في لوحة المفاتيح لجهازه الخلوي في حال كشف هاتفه إشارة لاسلكية موجودة ضمن نطاقه لتحويل وجهة الاتصال بين الشبكتين.

## تاريخ النظام GAN
فكرة الدخول لنواة شبكة شركة الاتصالات الخدمية عبر الإشارات الراديوية (Wireless) وشبكات النفاذ إلى الإنترنت ذو الحزمة الواسعة(Broadband)، وضعتها شركة إريكسون في عام 2000 م.
دعي النظام GAN سابقا باسم (UMA-Unlicensed Mobile Access) النفاذ النقال الغير المرخص له في أواخر العام 2004 م. وعندما تطورت هذه التقنية إلى نقل مختلف أنواع المعلومات (كالصوت والوسائط المتعددة...) تطلب ذلك إطلاق اسم جديد على هذه التقنية وبذلك ظهر الاسم GAN والذي بإمكانه تغيير بنية الاتصال النقال.
وبتاريخ 8 نيسان من عام 2005 م, تم الموافقة على معايير (Specifications) هذه التقنية من قبل مشروع الشراكة ذو الجيل الثالث(3GPP-Third Generation Partnership Project) ولكن بقي الاختصار UMA سائدا في الأسواق.

## الإيجابيات لنظام GAN

### من وجهة نظر المشترك
1. التقنية GAN/UMA تؤمن له المقدرة على الاستفادة من خدمات الاتصال النقالة وهي تبادل الصوتيات والمعلومات بجودة عالية وبسعر رخيص نسبيا لاستخدامها تقنيات النفاذ إلى الشبكة العنكبوتية (الإنترنت) الرخيصة, وذلك في الأماكن التي يقضي فيها المشترك معظم وقته كالمنزل أو المكتب, وفي الأماكن العامة التي يستخدم فيها تقنية Wi-Fi كالجامعات ومقاهي الإنترنت وحتى المطارات.
2. تزيل عن المشترك عبء دفع التكاليف الباهظة عند الاتصال من نطاق خارج نطاق شركة الاتصالات نفسها والمحادثة من شبكة شركة اتصالات أخرى.

### من وجهة نظر شركة الاتصالات
1. هذه التقنية سترفع من نسبة عائدات الشركة لاستغناء المشتركين عن وسائل الاتصال التقليدية (الهاتفية الثابتة) والتبديل إلى الاتصال النقال للاستفادة من خدماته.
2. تقديم خدمات المحادثة عبر ال IP (VoIP) والتي ستكون منافسة لشركات تأسست على هذه التقنية وأشهرها شركة Skype. وتعد هذه نقطة إيجابية للمشترك.
3. بدل بناء محطات اتصال خلوية جديدة عالية الثمن من أجل تغطية نطاق جغرافي معين (Dead Zone) فإن هذه التقنية تسمح للمشترك استخدام نقطة نفاذ رخيصة تستخدم تقنية 802.11 مثلاً في المنازل حيث جودة الإشارة المستقبلة عالية.
4. التقنية هذه تعود بالفائدة على الشركات التي تقدم خدماتها الإضافية مع هذه التقنية فتكسب بذلك عائدات أكثر.

السلبية: ضرورة تبديل المشترك لهاتف خلوي يدعم تقنية GAN.

## بعض الهواتف التي تدعم تقنية GAN
1. Sony Ericsson_ G705u
2. LG_ KE520,KF 757,GT 505
3. Nokia_6031, 6086, 7510
4. Samsung_ T409, T739, T336, P250, P260, P270
5. BlackBerry_ Curve 8320 and 8350i, Pearl 8120 and 8220, Bold 9700

الهدف الرئيسي من هذه المقالة هو تحليل المعيار 3GPP UMA/GAN وتبيان مقدار أهميته في تطور بنية الشبكات الخلوية. بينما البعض يرون تقنية GAN حلا مؤقتاً فقط للاستعاضة عن تقنيات مستقبلية بينما يرى الآ خرون هذه التقنية أنها وسيلة في إخفاض تكاليف المكالمات الهاتفية في الأماكن التي يقضي فيها المشترك معظم وقته.